# Tiago Martins (Schiedsrichter)
Tiago Bruno Lopes Martins (* 29. Mai 1980 in Oeiras) ist ein portugiesischer Fußballschiedsrichter.
Seit der Saison 2013/14 leitet Martins Partien in der portugiesischen Segunda Liga, seit der Saison 2014/15 auch in der Primeira Liga.
Seit 2015 steht Martins auf der Liste der FIFA-Schiedsrichter und leitet internationale Fußballspiele. Er gehörte zeitweise zur Gruppe der UEFA-First-Category-Schiedsrichter, der zweithöchsten Schiedsrichter-Kategorie.
Ende April 2018 wurde Martins von der FIFA als einer von 13 Video-Assistenten für die Fußball-Weltmeisterschaft 2018 in Russland berufen. Er kam bei neun Partien zum Einsatz. Ein Jahr später fungierte er auch bei der Frauen-Weltmeisterschaft 2019 in Frankreich als Video-Assistent.
Im Oktober 2018 leitete er ein Spiel in der Saudi Professional League.
Im November 2018 wurde er in der UEFA Nations League 2018/19 im Spiel zwischen Georgien und Kasachstan eingesetzt.
Bei der Europameisterschaft der Frauen 2022 in England wurde Martins als Videoschiedsrichter eingesetzt.
Im April 2024 wurde Martins als Videoschiedsrichter für die Europameisterschaft 2024 in Deutschland nominiert.